# Kilagere, Chamarajanagar
Kilagere là một làng thuộc tehsil Chamarajanagar, huyện Chamarajanagar, bang Karnataka, Ấn Độ.